# Canton de Sourdeval
Le canton de Sourdeval est une ancienne division administrative française, située dans le département de la Manche et la région Basse-Normandie.

## Histoire
De 1833 à 1848, les cantons de Saint-Pois et de Sourdeval avaient le même conseiller général. Le nombre de conseillers généraux était limité à trente par département.

## Représentation

### Conseillers généraux de 1833 à 2015
| Période | Période | Identité                           | Étiquette    | Qualité                                                                  |
| ------- | ------- | ---------------------------------- | ------------ | ------------------------------------------------------------------------ |
| 1833    | 1848    | Julien Noël                        |              | Avocat, puis sous-préfet de Mortain                                      |
| 1848    | 1852    | Romain Rondel                      |              | Notaire à Sourdeval, conseiller d'arrondissement                         |
| 1852    | 1867    | Adrien Payen de Chavoy (1808-1883) |              | Propriétaire, ancien officier de la Marine royale                        |
| 1867    | 1871    | Henri Lorier                       |              | Contrôleur des contributions directes, maire de Sourdeval                |
| 1871    | 1904    | Jules Labiche                      | Républicain  | Négociant, sénateur (1879-1905), maire de Sourdeval (1878-1904)          |
| 1904    | 1910    | Edmond Lesoudier                   | Conservateur | Avocat, maire de Sourdeval                                               |
| 1910    | 1940    | Prosper Lemonnier                  | URD          | Industriel, maire de Sourdeval                                           |
|         |         |                                    |              |                                                                          |
| 1945    | 1955    | Joseph Louvet (1908-1999)          | DVD          | Notaire à Sourdeval la Barre                                             |
| 1955    | 1973    | Jean Dilly (1921-2014)             | RI           | Magistrat puis notaire                                                   |
| 1973    | 1979    | Jean Monchecourt (1913-1989)       | UDF-PR       | Directeur au Ministère de l'Agriculture, maire de Brouains               |
| 1979    | 1992    | Bernard Desgués                    | RPR puis DVD | Adjoint au maire de Sourdeval                                            |
| 1992    | 2011    | Albert Bazire                      | RPR puis UMP | Chef d'entreprise, maire de Sourdeval, vice-président du conseil général |
| 2011    | 2015    | Francine Fourmentin                | app.PS       | Cadre de santé, conseillère municipale d'opposition de Sourdeval         |

### Conseillers d'arrondissement (de 1833 à 1940)
Le canton de Sourdeval appartenait à l'arrondissement de Mortain jusqu'à sa disparition en 1926.
| Période                                  | Période          | Identité                                                     | Étiquette           | Qualité |
| ---------------------------------------- | ---------------- | ------------------------------------------------------------ | ------------------- | --- |
| 1833                                     | 1835 (décès)     | André Jean Marie Trochon (1779-1835)                         |                     | Huissier, propriétaire à Sourdeval                                                                          |
| 1836                                     | 1842             | Jean François Léonor Trochon (1781-1846, frère du précédent) |                     | Notaire, maire de Sourdeval                                                                                 |
| 1842                                     | 1848             | Romain Rondel                                                |                     | Notaire à Sourdeval                                                                                         |
|                                          |                  |                                                              |                     | |
| av.1876                                  | 1886 (décès)     | Prosper Eugène Lenicolais ainé                               |                     | Fabricant à Sourdeval                                                                                       |
|                                          |                  |                                                              |                     | |
| 1919                                     | 1925 (démission) | Hippolyte Baugeard                                           |                     | |
| 1925                                     | 1931             | Georges Étienvre                                             |                     | Notaire à Sourdeval                                                                                         |
| 1931                                     | 1940             | Hippolyte Bazin                                              | Union nationale PSF | Maire de Sourdeval                                                                                          |
| 1940                                     |                  |                                                              |                     | Les conseils d'arrondissement ont été suspendus par la loi du 12 octobre 1940 et n'ont jamais été réactivés |
| Les données manquantes sont à compléter. |                  |                                                              |                     | |

Le canton participe à l'élection du député de la deuxième circonscription de la Manche, avant et après le redécoupage des circonscriptions pour 2012.

## Composition

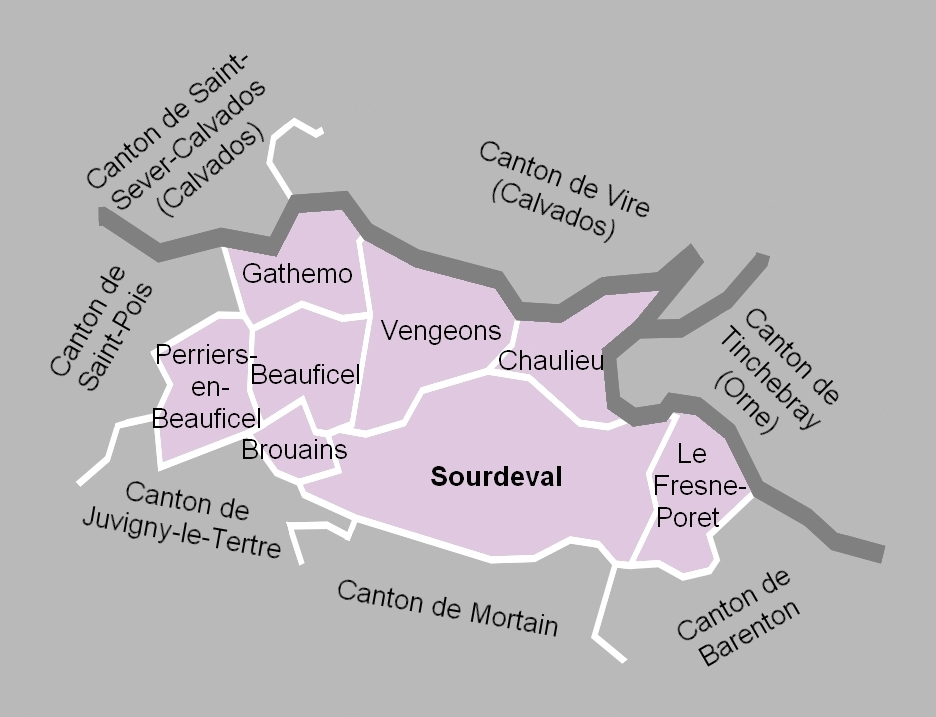
La carte des communes du canton. Les cantons limitrophes étaient ceux de Saint-Sever-Calvados, de Vire, de Tinchebray, de Barenton, de Mortain, de Juvigny-le-Tertre et de Saint-Pois.

Le canton de Sourdeval comptait 4 506 habitants en 2012 (population municipale) et groupait huit communes :
- Beauficel ;
- Brouains ;
- Chaulieu ;
- Le Fresne-Poret ;
- Gathemo ;
- Perriers-en-Beauficel ;
- Sourdeval ;
- Vengeons.

À la suite du redécoupage des cantons pour 2015, toutes les communes sont rattachées au canton du Mortainais.

### Ancienne commune
La commune de Saint-Sauveur-de-Chaulieu, absorbée en 1972 par Saint-Martin-de-Chaulieu, était la seule commune supprimée, depuis la création des communes sous la Révolution, incluse dans le territoire du canton de Sourdeval. La commune prend alors le nom de Chaulieu.

## Démographie
| 1962  | 1968  | 1975  | 1982  | 1990  | 1999  | 2006  | 2011  | 2012  |
| ----- | ----- | ----- | ----- | ----- | ----- | ----- | ----- | ----- |
| 6 264 | 6 388 | 6 193 | 5 889 | 5 263 | 4 949 | 4 759 | 4 597 | 4 506 |